# Fissidentalium actiniophorum
Fissidentalium actiniophorum är en blötdjursart som beskrevs av Shimek 1997. Fissidentalium actiniophorum ingår i släktet Fissidentalium och familjen Dentaliidae. Inga underarter finns listade i Catalogue of Life.